# آب‌پاش ضربه‌دار

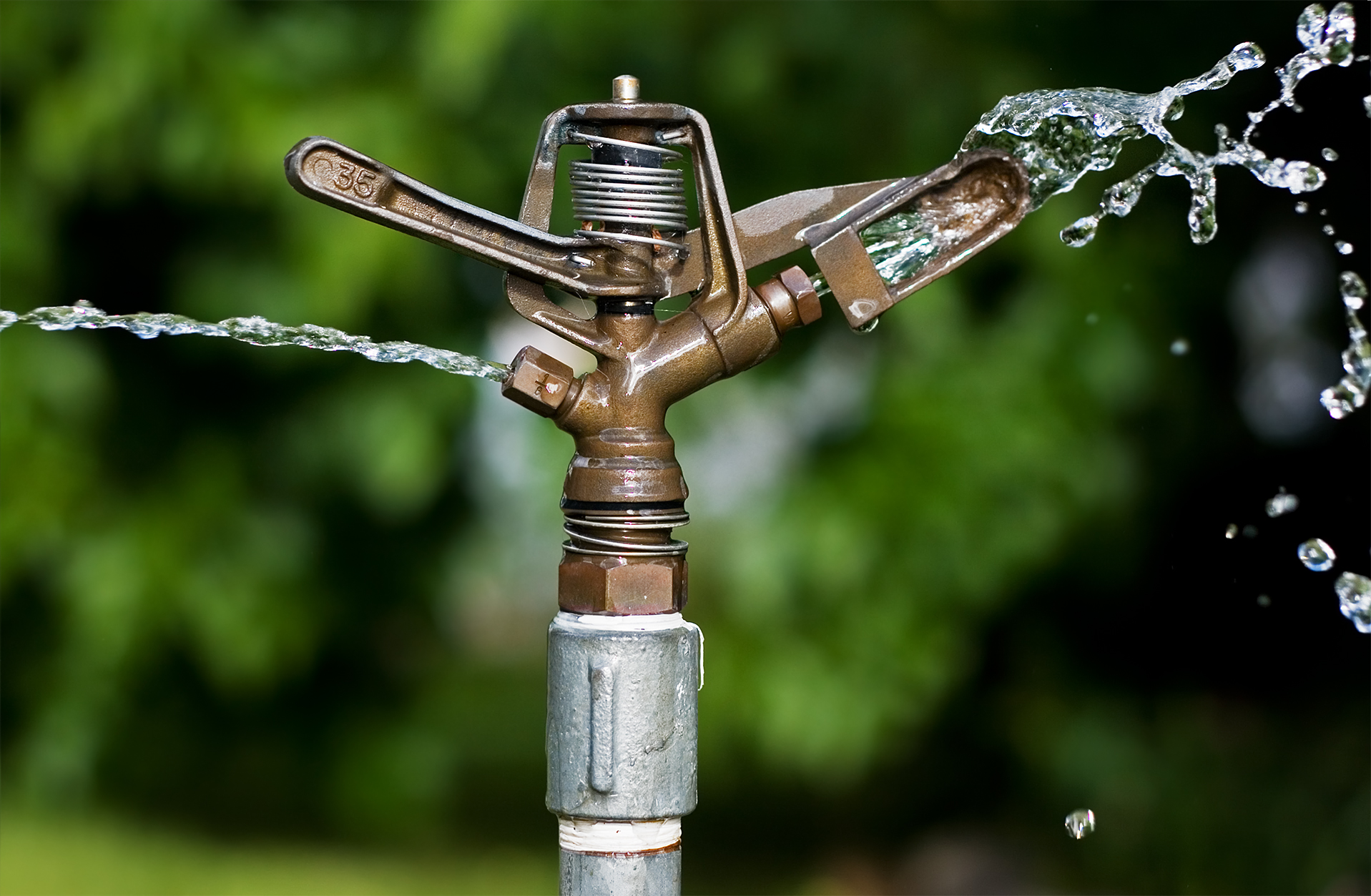
آب پاش ضربه‌دار

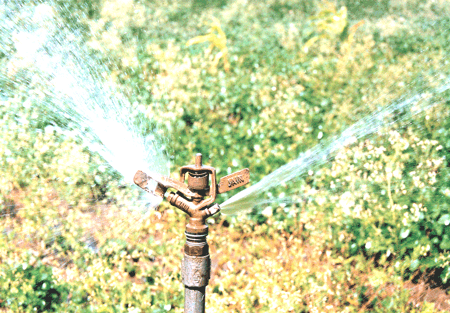
آب پاش ضربه‌دار با چرخش تمام دایره

آب پاش ضربه دار یک نوعی از آب پاش آبیاری است که در آن سر بارانی، در یک حرکت دایره‌ای توسط نیروی آب خروجی رانده می‌شود، محور در تحمل در بالای مهره پیوست موضوعی آن است. در سال ۱۹۳۳ توسط اورتون انگلهاردت اختراع شد، به سرعت استفاده گسترده از آن صورت گرفت. هر چند در بسیاری از موارد توسط دنده محور «سر روتور» جایگزین شد، اما آب پاش ضربه دار مورد استفاده باقی‌مانده است.